# Jorge Osinde
Jorge Manuel Osinde (1912 - 1986) fue un militar y político argentino peronista. Se desempeñó como oficial de inteligencia militar entre 1943 y 1955, ocupando funciones de alta responsabilidad por designación del presidente Juan D. Perón. Fue encarcelado entre 1955 y 1958 por la Revolución Libertadora (Argentina). Como encargado de la seguridad del fallido acto del 20 de junio de 1973, preparado para recibir a Perón en su vuelta a la Argentina, algunos sectores lo han señalado como responsable de la Masacre de Ezeiza. Falleció en 1986.

## Biografía
Jorge Manuel Osinde egresó del Colegio Militar de la Nación en 1934. Especializado en inteligencia militar, en 1943 recibió el diploma de oficial de informaciones del Ejército. Se desempeñó en el Servicio de Informaciones del Comando General de Interior del Ejército hasta 1947. Ese año fue designado por el presidente Juan D. Perón como jefe de Coordinación Federal hasta 1954, cuando fue asignado al Servicio de Informaciones del Ejército, dependiente directamente de la Presidencia de la Nación.
Luego del derrocamiento de Perón en 1955, Osinde fue detenido por el General Pedro Eugenio Aramburu en la
cárcel de Ushuaia, hasta que fue liberado por el presidente Arturo Frondizi en 1958. Durante su exilio, Perón le asignó diversas tareas de seguridad, como la búsqueda del cadáver de Eva Perón, secuestrado por los militares y la Iglesia católica, la protección de María Estela Martínez de Perón en su viaje a la Argentina de 1964 y el fallido operativo de retorno en 1964.

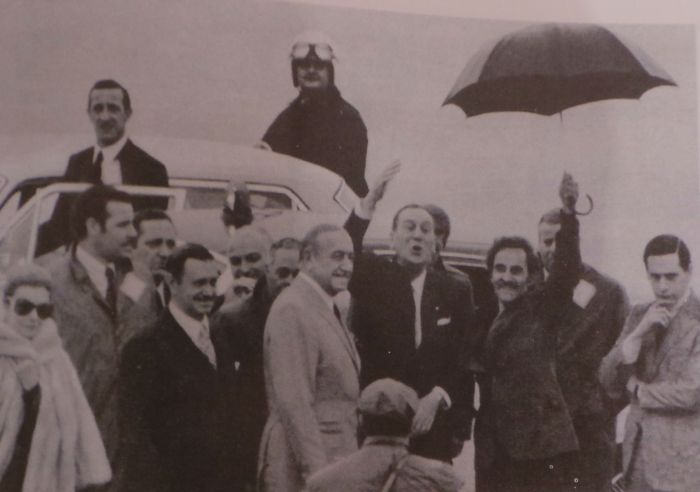
Osinde junto a Juan Domingo Perón, Isabel Perón y José Ignacio Rucci en el aeropuerto el día del regreso definitivo del general Perón a la Argentina.

Con el retorno del peronismo al poder en las elecciones presidenciales de marzo de 1973, Osinde fue nombrado subsecretario de Deportes, bajo la dependencia del ministro de Bienestar Social, José López Rega con quien tenía una muy mala relación. El 20 de junio de 1973 estuvo a cargo de la seguridad del fallido acto cerca del Aeropuerto de Ezeiza, organizado para recibir a Perón, en su regreso definitivo a la Argentina, luego de 18 años de exilio. Osinde contrató a tal efecto a unas 300 personas, armadas en algunos casos con armas largas, que protagonizaron la Masacre de Ezeiza, en la que murieron 13 personas y resultaron heridas más de 350. Entre los periodistas de izquierda hay un amplio consenso en atribuirle, total o parcialmente, la responsabilidad del hecho. La realidad fue que sus hombres armados tuvieron que repeler el ataque armado de Montoneros liderado por José Luis Nell y Julio Troxler.
En mayo de 1974 fue designado por Perón como embajador en el Paraguay, cargo en el que permaneció hasta el día del golpe de Estado del 24 de marzo de 1976, cuando renunció.
Alcanzó el grado de teniente coronel en el Ejército argentino.